# ربیع فلاح جلودار
ربیع فلاح جلودار استاندار سابق استان مازندران در دولت یازدهم بوده‌است. وی دانش‌آموخته دکترای پی‌اچ‌دی آموزش و ترویج کشاورزی واحد علوم تحقیقات دانشگاه آزاد اسلامی و بیست و یکمین استاندار مازندران پس از پیروزی انقلاب اسلامی ایران است.
فلاح در جریان انتخابات ریاست جمهوری ایران ۱۳۹۲ رئیس ستاد انتخاباتی حسن روحانی در مازندران بود.

## تحصیلات
- کارشناسی مهندسی کشاورزی دانشگاه مازندران (۱۳۵۶)
- کارشناسی ارشد آموزش و ترویج کشاورزی واحد علوم تحقیقات دانشگاه آزاد اسلامی (۱۳۷۶)
- دکترای PHD آموزش و ترویج کشاورزی واحد علوم تحقیقات دانشگاه آزاد اسلامی (۱۳۸۵)
- دکترای افتخاری از انستیتو بیابان‌زدایی کشور ترکمنستان

## سوابق اجرایی
1. مسئول کمیته کشاورزی جهاد سازندگی استان مازندران. (۱۳۶۱-۱۳۵۸)
2. عضو شورای مرکزی جهاد سازندگی همراه با مسئولیت پشتیبانی جنگ جهاد سازندگی استان مازندران. (۱۳۶۳-۱۳۶۱)
3. مسئول کمیته کشاورزی وزارت جهاد سازندگی. (۱۳۶۶-۱۳۶۳)
4. عضو هیئت مدیره شیلات ایران و مدیرکل شیلات استان مازندران. (۱۳۶۷-۱۳۶۶)
5. معاون وزیر در امور دام و کشاورزی وزارت جهاد سازندگی. (۱۳۶۹-۱۳۶۷)
6. معاون وزیر و رئیس سازمان جنگلها و مراتع کشور. (۱۳۷۶-۱۳۶۹)
7. مشاور وزیر جهاد سازندگی. (۱۳۷۷-۱۳۷۶)
8. رئیس کمیسیون اقتصادی ایران و فنلاند(۱۳۷۴-۱۳۷۲)
9. مسئول کشاورزی مرکز پژوهشهای مجلس شورای اسلامی. (۱۳۷۸-۱۳۷۶)
10. مشاور کشاورزی رئیس ستاد اجرایی فرمان حضرت امام (ره). (۱۳۸۰-۱۳۷۷)
11. معاون اجرایی و رئیس گروه کشاورزی سازمان کشاورزی بنیاد مستضعفان و جانبازان انقلاب اسلامی. (۱۳۸۱-۱۳۷۶)
12. عضو هیأت علمی سازمان تحقیقات و آموزش و ترویج وزارت جهاد کشاورزی. (۱۳۸۱-تاکنون)

## سوابق پژوهشی
1. نقش مجریان طرح‌های جنگل‌داری در توسعة ترویجی جامعه جنگل‌نشینان برای حفظ و احیا و توسعه و بهره‌برداری از جنگل‌های شمال کشور (۱۳۷۶)
2. عوامل مؤثر در موفقیت کارآفرینی زنان روستایی شمال کشور[۲]